# Cimanes del Tejar
Cimanes del Tejar és un municipi de la província de Lleó a la comunitat autònoma de Castella i Lleó. Forma part de la comarca de Tierras de León.

## Demografia
| 1991 | 1996 | 2001 | 2004 |
| ---- | ---- | ---- | ---- |
| 1193 | 1113 | 951  | 904  |